# Goiânia (stad)
Goiânia is de hoofdstad van de staat Goiás, een van de 26 staten van Brazilië.
De stad is gesticht op 24 oktober 1933 en in 1937 werd het de hoofdstad van de staat Goiás. Goiânia ligt in de regio centraal-west van Brazilië.
Ongeveer 30% van de stad Goiânia is groen, met bossen, lanen en parken. Een van de grootste parken is het Bosque dos Buritis met een gebied van 140.000 m2 met veel 'buriti' palmbomen, die gele vruchten dragen.
Goiânia staat bekend als de 'lentehoofdstad' en werd gepland als een moderne stad, vanuit het centrum naar buiten groeiend. In de beginjaren werd dit plan goed gevolgd, maar door de snelle groei werden de plannen niet naar de letter gevolgd, met uitzondering van de groengebieden.

## Bezienswaardigheden
In het Bosque dos Buritis staat het Monument voor de Wereldvrede, ontworpen door Siron Franco. In dit monument staat een 7 meter hoog ampul met glazen wanden en de aarde van meer dan 50 landen ter wereld. Ieder jaar wordt, op de wereldmilieudag, aarde uit een nieuw land bijgestort.
Een andere attractie is de Chico Mendes Botanische tuin(en), waar onder andere bromelia's, orchideeën, fruitbomen en een meer te vinden zijn.
Bezienswaardigheden zijn onder meer
- Het museum Museu Memorial de Cerrado
- Het park Bosque dos Buritis
- Planetário
- Het park Parque Infantil Mutirama
- Het park Lago das Rosas
- Het theater Teatro Goiânia

## Aangrenzende gemeenten
De gemeente grenst aan Abadia de Goiás, Aparecida de Goiânia, Aragoiânia, Bonfinópolis, Goianápolis, Goianira, Nerópolis, Santo Antônio de Goiás, Senador Canedo en Trindade.

## Verkeer en vervoer
De plaats ligt aan de radiale snelweg BR-060 tussen Brasilia en Bela Vista. Daarnaast ligt ze aan de wegen BR-153, BR-352, BR-457, GO-010, GO-020, GO-040, GO-060, GO-070, GO-403 en GO-462.

## Economie
De economie wordt vooral gevormd door textiel en handel.

## Sport
Goiânia was in 1989 een van de vier speelsteden bij de strijd om de Copa América, het voetbalkampioenschap van Zuid-Amerika. In het Estádio Serra Dourada werden tien wedstrijden gespeeld. Het stadion, een ontwerp van de Braziliaanse architect Paulo Mendes da Rocha, is de thuishaven van de voetbalclubs Goiás EC en Vila Nova FC.
Op 8 juni 1999 en op 4 juni 2011 werden hier vriendschappelijke interlandwedstrijden tussen Brazilië en Nederland gespeeld.
De stad heeft vier grote clubs, die de staatscompetitie domineren. Slechts vijf keer wist een club van buiten Goiânia kampioen te worden. Aanvankelijk waren Goiânia en Atlético Clube Goianiense de dominerende clubs. Vanaf de jaren zestig kregen zij zware concurrentie van Goiás en Vila Nova. Goiânia speelde in 2007 voor de laatste keer in de hoogste klasse.
Op nationaal niveau speelden alle vier de clubs reeds in de Série A. Goiás is met 38 seizoenen koploper. Goiânia en Vila Nova speelden in de jaren tachtig een laatste keer in de Série A. Atlético Goianiense nog in 2017. De drie grootste clubs spelen anno 2018 allen in de Série B.

## Stedenbanden
Zustersteden van Goiânia:
- Manaus, Brazilië
- Belém, Brazilië
- Parijs, Frankrijk
- Lyon, Frankrijk
- Idar-Oberstein, Duitsland
- Grotte di Castro, Italië
- Guadalajara, Mexico
- Seattle, Verenigde Staten
- Barquisimeto, Venezuela

## Bekende inwoners van Goiânia

### Geboren
- Baltazar Maria de Morais Junior (1959), voetballer
- Marcelo Miranda (1961), gouverneur van Tocantins[2]
- Marconi Perillo (1963), gouverneur van Goiás[3]
- Celina Leão (1977), gouverneur van het Federaal District
- Fernando Lúcio da Costa, "Fernandão" (1978-2014), voetballer
- Thyago Alves (1984), acteur en model
- Pedro Henrique (1992), voetballer
- Arthur Melo (1996), voetballer